# David Botstein
David Botstein (nacido el 8 de septiembre de 1942) es un biólogo estadounidense que trabaja como director científico de la compañía de biotecnología, Calico. Fue director del Instituto Lewis-Sigler de Genómica Integrativa en la Universidad de Princeton de 2003 a 2013, donde sigue siendo profesor de genómica Anthony B. Evnin.

## Educación
Botstein se graduó en la Escuela Secundaria de Ciencias del Bronx en 1959 y en la Universidad de Harvard en 1963. Empezó su doctorado con Maurice Sanford Fox en el Instituto de Tecnología de Massachusetts, y luego se trasladó y se doctoró en la   Universidad de Michigan en 1967 por su trabajo en el fago P22. 

## Carrera
Botstein enseñó en el Instituto Tecnológico de Massachusetts, donde llegó a ser catedrático de genética. Se incorporó a Genentech, Inc. en 1987 como vicepresidente científico. En 1990, pasó a presidir el Departamento de Genética de la Universidad de Stanford. Fue elegido miembro de la Academia Nacional de Ciencias de Estados Unidos en 1981 y del Instituto de Medicina en 1993.
Botstein es el director del Programa de Ciencias Integradas de la Universidad de Princeton. Muchos estudiantes de Ciencias Integradas han triunfado en el campo de la biología molecular.
En 1980, Botstein y sus colegas Ray White, Mark Skolnick y Ronald W. Davis propusieron un método para construir un mapa de ligamiento genético utilizando polimorfismos de longitud de fragmentos de restricción que se utilizó en años posteriores para identificar varios genes de enfermedades humanas, entre ellas la de Huntington y la BRCA1. Variaciones de este método se utilizaron en los trabajos de cartografía que precedieron y permitieron la fase de secuenciación del Proyecto Genoma Humano.
En 1998, Botstein y su becario posdoctoral Michael Eisen, junto con el estudiante de posgrado Paul Spellman y su colega Patrick Brown, desarrollaron un método estadístico y una interfaz gráfica que se utilizan ampliamente para interpretar datos genómicos, incluidos los de micromatrices. Este enfoque se perfeccionó y aplicó a diversas aplicaciones, incluida la clasificación molecular de tumores heterogéneos mediante expresión génica. Estos esfuerzos incluyeron el trabajo en el descubrimiento de subtipos tumorales con Lou Staudt, Ash Alizadeh y Ronald Levy, lo que dio lugar a una clasificación refinada de los linfomas difusos de células B grandes, y en la pintura de los retratos moleculares para la clasificación refinada de los cánceres de mama con Anne-Lise Børresen-Dale y Charles Perou. Posteriormente ha trabajado en la creación de la influyente Gene Ontology con Michael Ashburner y Suzanna Lewis. Es uno de los editores fundadores de la revista Molecular Biology of the Cell, junto con Erkki Ruoslahti y Keith Yamamoto.
En 2013, Botstein fue nombrado director científico de Calico, la startup de salud antienvejecimiento de Google.

## Premios
Botstein ha ganado el Premio Eli Lilly and Company en Microbiología (1978), la Medalla de la Sociedad Estadounidense de Genética (1988, con Ira Herskowitz),  el Premio Allan de la Sociedad Estadounidense de Genética Humana (1989, con Ray White), el Premio Gruber en Genética (2003), el Premio Albany Medical Center (2010, con Eric Lander y Francis Collins) y el Premio Dan David en 2012. En 2013 recibió el premio Breakthrough Prize in Life Sciences de 3 millones de dólares por su trabajo y en 2020 la medalla Thomas Hunt Morgan de la Genetics Society of America. En 2016, el programa Semantic Scholar AI incluyó a Botstein en su lista de los diez investigadores biomédicos más influyentes.

## Personal
Botstein es un alumno de Camp Rising Sun. Es hermano del director de orquesta Leon Botstein. Ambos padres de Botstein eran médicos.